# Naoki Mori
Naoki Mori (森直樹?, Mori Naoki; Prefettura di Nagasaki, 5 maggio 1972) è un ex calciatore giapponese, di ruolo difensore.

## Carriera
Ha militato nel Nagoya Grampus Eight, nel Vissel Kobe e nell'Omiya Ardija.